# 神戸市立駒ケ林小学校

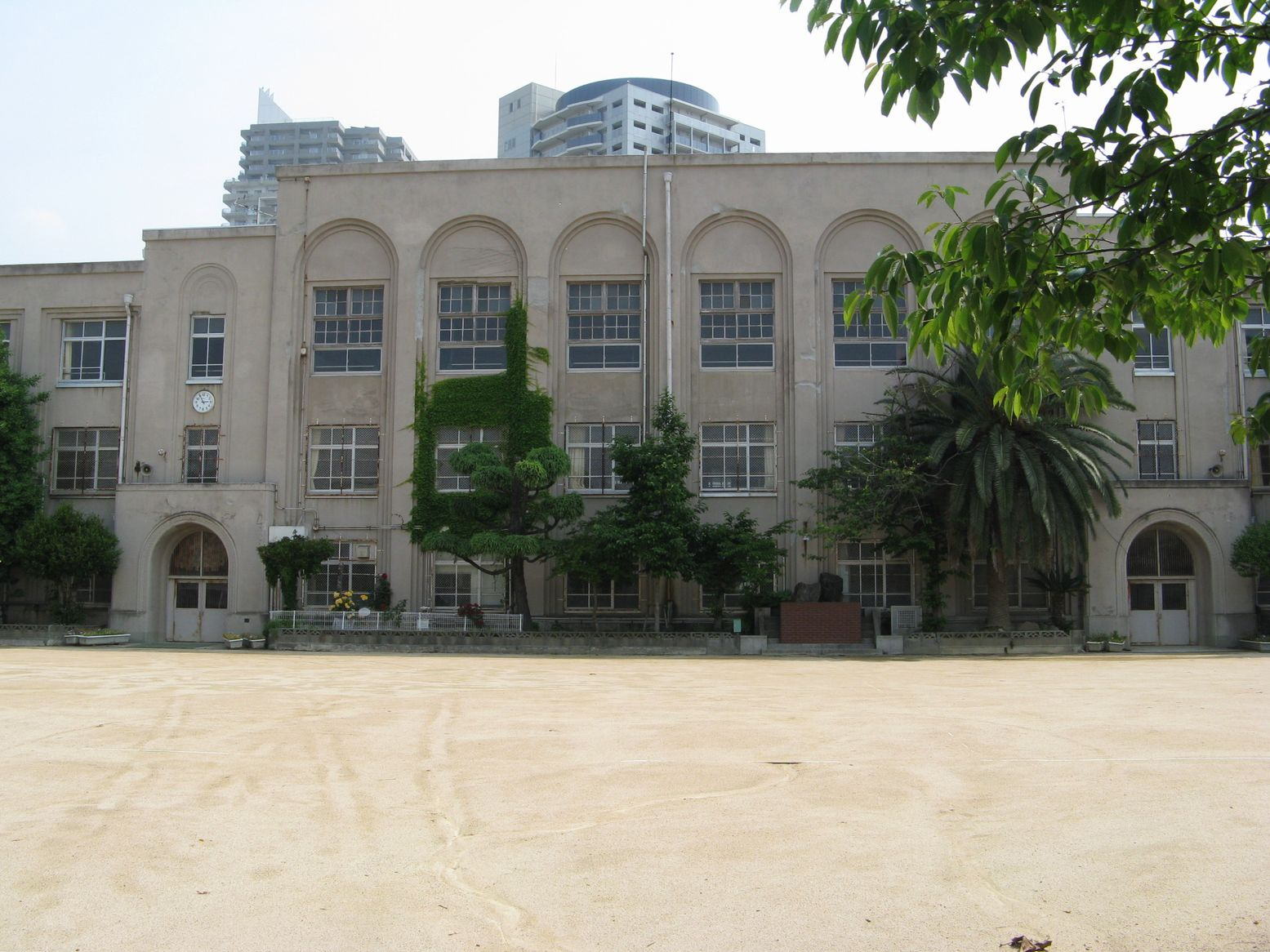
旧・二葉小学校校舎（2008年5月）

神戸市立駒ケ林小学校（こうべしりつ こまがばやししょうがっこう）は、兵庫県神戸市長田区野田町6丁目にある公立小学校。

## 概要
統合により2006年に誕生した小学校。2021年現在の校舎は統合元の一つである神戸市立長楽小学校の跡地に建設されたものである。

## 沿革
- 2006年（平成18年）4月1日 - 神戸市立長楽小学校と神戸市立二葉小学校が統合して開校。当初は旧二葉小学校の校舎で授業を開始。
- 2008年（平成20年）1月 - 長楽小学校跡地に新築した新校舎へ移転。
- 2015年（平成27年）創立10周年
- 2020年（令和2年）4月 - 神戸市立だいち小学校の一部の校区が編入[1]。

## 校区
- 神戸市長田区
  - 腕塚町5 - 10丁目、大橋町5 - 10丁目、海運町5 - 8丁目、久保町5 - 10丁目、駒ヶ林町1 - 6丁目、駒ヶ林南町、長楽町2 - 7丁目、浪松町2 - 6丁目、野田町4 - 9丁目、日吉町1 - 6丁目、二葉町5 - 10丁目、本庄町2 - 8丁目、若松町5 - 11丁目

## 進学先中学校
- 神戸市立駒ケ林中学校

## 周辺
- 神戸野田高等学校
- 神戸海運郵便局
- カトリックたかとり教会
- 兵庫県立総合衛生学院

## 交通アクセス
- 西日本旅客鉄道（JR西日本）山陽本線鷹取駅から南へ600m。
- 神戸市バス（5・17・80・81系統）大橋9丁目にて下車、南西へ200m。

## 通学区域が隣接している学校
- 神戸市立真陽小学校
- 神戸市立蓮池小学校
- 神戸市立だいち小学校
- 神戸市立若宮小学校